# Tres Mezquites
Tres Mezquites är en ort i Mexiko.   Den ligger i kommunen José Sixto Verduzco och delstaten Michoacán, i den centrala delen av landet, 280 km väster om huvudstaden Mexico City. Tres Mezquites ligger 1 690 meter över havet och antalet invånare är 1 966.
Terrängen runt Tres Mezquites är varierad. Runt Tres Mezquites är det ganska tätbefolkat, med 93 invånare per kvadratkilometer. Närmaste större samhälle är Angamacutiro de la Unión, 15,2 km sydväst om Tres Mezquites. Trakten runt Tres Mezquites består till största delen av jordbruksmark.